# Росія на пісенному конкурсі Євробачення 2022
Росія мала взяти участь у пісенному конкурсі Євробачення 2022 в Турині, Італія. Однак через вторгнення Росії в Україну в 2022 році Європейський мовний союз (EBU) виключив Росію з участі.

## Передумови
До конкурсу 2022 року Росія брала участь у Євробаченні 23 рази з моменту свого першого виступу в 1994 році. Росія виграла конкурс одного разу у 2008 році з піснею «Believe» у виконанні Діми Білана. У 2016 році Росія посіла 3-тє місце з піснею «You Are the Only One» у виконанні Сергія Лазарєва, який згодом повернеться, щоб знову представляти свою країну у 2019 році з піснею «Scream», також фінішувавши на 3-му місці. У 2018 році Росія посіла п’ятнадцяте місце у другому півфіналі з піснею «I Won’t Break» у виконанні Юлії Самойлової, що стало першим випадком, коли Росія не пройшла у фінал з моменту введення півфіналу у 2004 році. У 2021 році «Russian Woman» у виконанні Маніжі вийшла у фінал і в підсумку посіла 9-те місце з 204 очками.

## Перед Євробаченням

### Вибір художника
Офіційного повідомлення національного мовника ВГТРК щодо російського відбору на 2022 рік не було. За непідтвердженими чутками, у шорт-лист увійшли Олександр Панайотов, Даня Мілохін, Єгор Крід, Ваня Дмитрієнко, Клава Кока та Ярослава Симонова. Пізніше кількість артистів у шорт-лісті скоротилася до трьох: дві жінки (Клава Кока, Ярослава Симонова) та один чоловік, серед яких ВГТРК обрав свого представника. Зрештою, як повідомляється, представником Росії була обрана Ярослава Симонова.

### Виключення
Після російського вторгнення в Україну 2022 року, яке розпочалося 24 лютого, українська телекомпанія UA:PBC звернулася з проханням відсторонити російських мовників-членів EBU ВГТРК і Перший канал із союзу, а також виключити Росію з участі в конкурсі. У зверненні стверджується, що з початку російської військової інтервенції в Україну в 2014 році ВГТРК і Перший канал були рупором російського уряду та ключовим інструментом політичної пропаганди, що фінансується з державного бюджету Росії. EBU спочатку заявив, що Росія та Україна все одно будуть допущені до участі в конкурсі, посилаючись на неполітичний характер заходу.
За словами Густава Лютхофта, головного редактора Dansk Melodi Grand Prix, «ми вважаємо, що участь Росії несумісна з цінностями Євробачення». Шведський SVT, ісландський RÚV, литовський LRT і норвезький NRK також закликали EBU виключити Росію з конкурсу, тоді як нідерландський AVROTROS, польський TVP і Українська UA:PBC додатково закликала ЄВС призупинити членство Росії в союзі. Естонська ERR та фінська Yle заявили, що не братимуть участі, якщо Росію запросять. Представники Латвії на конкурсі 2022 року Citi Zēni закликали EBU в електронному листі переглянути своє рішення дозволити Росії брати участь у змаганнях.
25 лютого 2022 року EBU оголосив, що Росія не братиме участі в конкурсі, заявивши, що «у світлі безпрецедентної кризи в Україні включення російської заявки до цьогорічного конкурсу призведе до знеславлення конкурсу». Наступного дня всі члени ЄВС з Росії, включаючи ВГТРК і Перший канал, оголосили про вихід із союзу, йдеться в заяві російських державних ЗМІ.
Спочатку Росія повинна була виступити у другій половині першого півфіналу 10 травня 2022 року.